# Культ ведьм в Западной Европе
«Культ ведьм в Западной Европе» (англ. The Witch-Cult in Western Europe) — книга по антропологии, написанная британской учёной рубежа XIX-XX вв. Маргарет Мюррей. Впервые опубликована в 1921 году, в разгар успеха другого тематического труда — «Золотой ветви» Д.Д. Фрейзера. После выхода книги академические круги некоторых университетов отмечали Мюррей как выдающегося эксперта по тематике колдовства в Западной Европе, однако со временем её теории были раскритикованы и признаны не состоятельными. Тем не менее, в период с 1929 по 1968 годы Мюррей была нанята для написания статьи «Колдовство» в последующих выпусках Британской энциклопедии.
В 1962 году книга была переиздана издательством Оксфордского университета. Теория Мюррей, также известная как гипотеза культа ведьм, объясняет, что обвинения, выдвигаемые против предполагаемых ведьм в Европе, на самом деле были основаны на реальном, хотя и тайном, древнейшем языческом культе, апологеты которого поклонялись рогатому богу.

## Обзор

### Основные тезисы
В этой книге и своей последующей, «Бог ведьм» (англ. The God of the Witches, 1931), Мюррей объясняла свои основополагающие утверждения:
- До XVII века существовала некая проторелигия, гораздо более древняя, чем христианство, имевшая по всей Западной Европе сторонников как среди простых людей, так и среди представителей господствующих классов.
- Центральным божеством этого культа являлся двуликий рогатый бог, известный римлянам как Янус (Дианус) (культ этого бога Джеймс Фрейзер подробно описал в своей книге «Золотая ветвь»).
- Рогатый бог в числе прочего олицетворял цикл времён года и сбора урожая. Считалось, что он постоянно умирал и вновь возвращался к жизни.
- В миру рогатого бога представляли избранные люди. Среди них были такие знаменитости, как Вильгельм II, Томас Бекет, Жанна д'Арк и Жиль де Рэ. Каждый из них умер трагической смертью, что символизировало ритуальное жертвоприношение, имевшее целью гарантировать очередное перерождение бога.
- Собрания ведьм, ковены, возглавлял верховный жрец в соответствующем облачении, изображающий рогатого бога. Христиане, наблюдавшие за такими собраниями, решали, что ведьмы поклонялись дьяволу, тогда как на самом деле они прославляли языческого бога Януса.
- Сохранение этой древней религии было поручено множеству коренных народов, представители которых исторически имели небольшой рост, и которых с очередными гонениями выдворяли с земель их исконного расселения. Это породило истории о феях, гномах и прочих подобных существах. Они всегда вели крайне скрытно, но смогли передать свои знания простым людям. Ведьмы были их ученицами и, таким образом, наследниками древней религии.
- Шабаши на местах состояли из тринадцати членов: двенадцати обычных мужчин/женщин и возглавлявшего процесс жреца («офицера»). Все посвящённые должны были проводить еженедельные собрания (названные Мюррей «эсбатами»), а также время от времени были обязаны посещать более масштабные шабаши.
- В ковенах была строгая дисциплина, и тот, кто пропускал собрание, мог быть сурово наказан, а иногда даже и казнён.
- Организация и структура всего культа были настолько хороши, что высшим христианским лицам пришлось выжидать вплоть до времён Реформации, прежде чем широко заявить о скрытой религии. Таким образом, масштабные гонения на ведьм представляли из себя атаку христианства на древнего могущественного соперника.

### Ранние источники
Гипотезе Мюррей о культе ведьм предшествовала аналогичная идея, выдвинутая немецким профессором Карлом Эрнстом Ярке (Karl Ernst Jarcke) в 1828 году. Ярке утверждал, что жертвами процессов над ведьмами раннего Нового времени были не безвинные люди, охваченные моральной паникой, а члены ранее неизвестного древнего европейского языческого культа, они подвергались гонениям со стороны христианской церкви как нежелательные соперники и, наконец, были загнаны в подполье, где культ уцелел до тех пор, пока не был раскрыт в признаниях обвиняемых в колдовстве. Позже эту идею поддержали также немецкий историк Франц Йозеф Моне и французский историк Жюль Мишле. В конце XIX века вариации гипотезы культа ведьм были приняты двумя американцами, Матильдой Джослин Гейдж (Matilda Joslyn Gage) и Чарльзом Лиландом, последний продвигал свои идеи в своей книге «Арадия, или Евангелие ведьм» (1899).